# لويس دايز
لويس دايز (بالإسبانية: Luis Díez)‏ هو لاعب كرة الماء أرجنتيني، ولد في 2 نوفمبر 1923 في آوريش في ألمانيا، وتوفي في 23 سبتمبر 2015.

## وصلات خارجية
- لويس دايز على موقع أوليمبيديا (الإنجليزية)